# Leonarda Cianciulli
Leonarda Cianciulli (18. dubna 1894 – 15. října 1970) byla italská sériová vražedkyně, jíž se přezdívalo výrobkyně mýdla z Correggia (italsky la Saponificatrice di Correggio). V letech 1939 a 1940 zavraždila tři ženy ve městě Correggio. Z jejich těl vyrobila mýdlo (pomocí louhu) a čajové koláčky.